# Colônia (krater)
Colônia – krater uderzeniowy położony w stanie São Paulo w Brazylii. Jest widoczny na powierzchni ziemi.
Krater powstał od 36 do 5 milionów lat temu, w paleogenie lub neogenie. Ma średnicę 3,6 km, utworzył się w skałach osadowych pokrywających prekambryjskie podłoże krystaliczne. Krater wypełnia warstwa osadów o miąższości 263 m, otaczający pierścień skał wznosi się do 125 m ponad dno. Pomimo że struktura ta od lat 60. XX wieku była podejrzewana o pochodzenie impaktowe, bezsprzeczne dowody na szokmetamorfizm związany z uderzeniem znaleziono dopiero w drugiej dekadzie XXI wieku.